# Tout inclus
Pour les articles homonymes, voir All Inclusive et Tout inclus (pièce de théâtre).

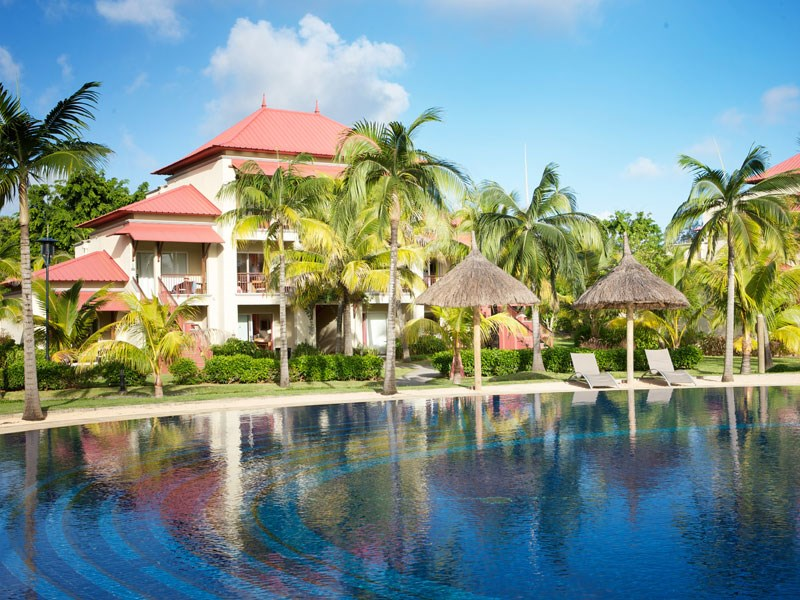
Tamassa, All-Inclusive Hotel à l'Île Maurice

Tout inclus (All Inclusive en anglais) est une formule de restauration dans le secteur de l'hébergement touristique. En général le tout inclus signifie que tous les frais sont déjà inclus dans le prix de la chambre (nourriture, boissons et une sélection plus ou moins importante d’activités annexes). Cependant, les soins au Spa, les sports nautiques motorisés, la plongée sous-marine et la connexion à Internet sont presque toujours payants. En outre, les vins, spiritueux et autres boissons alcoolisées importées sont la plupart du temps proposés avec un supplément.
Les complexes proposant les formules all inclusive sont souvent situés dans des pays chauds.La formule all inclusive est née au Club Med ou Club Méditerranée, entreprise française créée en 1957 par le belge Gérard Blitz.[réf. nécessaire]
Chaque hôtelier ou voyagiste peut entendre la formule tout inclus différemment, il n'existe pas encore de norme internationale pour l'instant. Ainsi il est conseillé de vérifier ce que la formule tout inclus comprend réellement afin d'éviter toute mauvaise surprise.
Les formules de vacances tout inclus, appréciées surtout par les familles parce que tout est compris et payé avant le départ, connaissent un succès grandissant auprès de tous ceux qui souhaitent maîtriser leur budget vacances.
Par extension, certaines offres tout inclus vont plus loin, jusqu'à offrir la location des équipements sportifs ou bien l'entrée aux monuments et musées.

## Centres de villégiature tout compris réservés aux adultes
Dans la plupart des cas, "Adultes seulement" signifie que les stations de cette catégorie n'admettent pas les enfants. L'âge minimum d'admission varie d'une station à l'autre mais est généralement de 18 ans ou plus.
Les complexes hôteliers réservés aux adultes peuvent avoir différentes qualités, certains étant plus dynamiques et d'autres plus romantiques, relaxants et discrets. Ces hôtels offrent une expérience de vacances sophistiquée et prennent soin de chaque détail, garantissant à leurs clients des vacances des plus agréables. Les installations, ainsi que tous les petits détails et équipements, sont méticuleusement conçus en tenant compte des besoins de ce public.